# 루사일 아이코닉 스타디움
루사일 아이코닉 스타디움은 카타르 알다옌의 신도시 지역인 루사일에 있는 축구전용구장이다.
2022년 FIFA 월드컵 결승전이 열린 경기장이며, 2023년 AFC 아시안컵에서는 개막전과 결승전 2경기를 개최한다.
2022년 FIFA 월드컵에서는 아르헨티나 축구 국가대표팀의 월드컵의 시작과 끝을, 2023년 AFC 아시안컵에서는 카타르 축구 국가대표팀의 아시안컵의 시작과 끝을 함께한 경기장이다.

## 축구

### 2022년 FIFA 월드컵
| 일자      | 라운드   | 팀1            | 결과            | 팀2            | 관중   |
| --------- | -------- | -------------- | --------------- | -------------- | ------ |
| 11월 22일 | C조      | 아르헨티나     | 1 - 2           | 사우디아라비아 | 88,012 |
| 11월 23일 | G조      | 브라질         | 2 - 0           | 세르비아       | 88,103 |
| 11월 25일 | C조      | 아르헨티나     | 2 - 0           | 멕시코         | 88,966 |
| 11월 27일 | H조      | 포르투갈       | 2 - 0           | 우루과이       | 88,668 |
| 11월 29일 | C조      | 사우디아라비아 | 1 - 2           | 멕시코         | 84,985 |
| 12월 1일  | G조      | 카메룬         | 1 - 0           | 브라질         | 85,986 |
| 12월 4일  | 16강전   | 포르투갈       | 6 - 1           | 스위스         | 83,268 |
| 12월 10일 | 8강전    | 네덜란드       | 2 - 2 (3-4 PSO) | 아르헨티나     | 88,235 |
| 12월 14일 | 준결승전 | 아르헨티나     | 3 - 0           | 크로아티아     | 88,966 |
| 12월 19일 | 결승전   | 아르헨티나     | 3 - 3 (4-2 PSO) | 프랑스         | 88,966 |